# العلاقات الكينية المولدوفية
العلاقات الكينية المولدوفية هي العلاقات الثنائية التي تجمع بين كينيا ومولدوفا.

## مقارنة بين البلدين
هذه مقارنة عامة ومرجعية للدولتين:
| وجه المقارنة                                              | كينيا                         | مولدوفا                           |
| --------------------------------------------------------- | ----------------------------- | --------------------------------- |
| المساحة (كم2)                                             | 581.31 ألف                    | 33.85 ألف                         |
| عدد السكان (نسمة)                                         | 48.47 مليون                   | 2.55 مليون                        |
| الكثافة السكانية (ن./كم²)                                 | 83.38                         | 75.33                             |
| العاصمة                                                   | نيروبي                        | كيشيناو                           |
| اللغة الرسمية                                             | اللغة السواحلية، لغة إنجليزية | اللغة المولدوفية، اللغة الرومانية |
| العملة                                                    | شيلينغ كيني                   | ليو مولدوفي                       |
| الناتج المحلي الإجمالي (بليون دولار)                      | 74.94 مليار                   | 8.13 مليار                        |
| الناتج المحلي الإجمالي (تعادل القوة الشرائية) بليون دولار | 142.24 مليار                  | 17.94 مليار                       |
| الناتج المحلي الإجمالي الاسمي للفرد دولار أمريكي          | 1.38 ألف                      | 3.65 ألف                          |
| الناتج المحلي الإجمالي للفرد دولار أمريكي                 | 2.95 ألف                      | 4.98 ألف                          |
| مؤشر التنمية البشرية                                      | 0.548                         | 0.693                             |
| رمز المكالمات الدولي                                      | +254                          | +373                              |
| رمز الإنترنت                                              | .ke                           | .md                               |
| المنطقة الزمنية                                           | ت ع م+03:00                   | ت ع م+02:00، ت ع م+03:00          |

## مدن متوأمة
في ما يلي قائمة باتفاقيات التوأمة بين مدن كينية ومولدوفية:
- ترتبط هولا (كينيا) مع كيشيناو باتفاقية توأمة.

## منظمات دولية مشتركة
يشترك البلدان في عضوية مجموعة من المنظمات الدولية، منها:
| علم المنظمة | اسم المنظمة                               | تاريخ انضمام كينيا | تاريخ انضمام مولدوفا |
| ----------- | ----------------------------------------- | ------------------ | -------------------- |
|             | البنك الدولي للإنشاء والتعمير             | 3 فبراير 1964      | 12 أغسطس 1992        |
|             | منظمة التجارة العالمية                    | 1995               | ?                    |
|             | المركز الدولي لتسوية المنازعات الاستشارية | 2 فبراير 1967      | 4 يونيو 2011         |
|             | منظمة حظر الأسلحة الكيميائية              | ?                  | ?                    |
|             | الفريق المعني برصد الأرض                  | ?                  | ?                    |
|             | الأمم المتحدة                             | 16 ديسمبر 1963     | 2 مارس 1992          |
|             | منظمة الشرطة الجنائية الدولية             | ?                  | ?                    |
|             | وكالة ضمان الاستثمار متعدد الأطراف        | 28 نوفمبر 1988     | 9 يونيو 1993         |
|             | يونسكو                                    | 7 أبريل 1964       | 27 مايو 1992         |
|             | مؤسسة التنمية الدولية                     | 3 فبراير 1964      | 14 يونيو 1994        |
|             | مؤسسة التمويل الدولية                     | 3 فبراير 1964      | 10 مارس 1995         |
|             | الاتحاد البريدي العالمي                   | ?                  | ?                    |
|             | الاتحاد الدولي للاتصالات                  | 11 أبريل 1964      | 20 أكتوبر 1992       |

## وصلات خارجية
- موقع وزارة الخارجية الكينية
- موقع وزارة الخارجية المولدوفية